# Chris Weidman
Christopher James Weidman (født 17. juni 1984 i New York i USA) er en amerikansk mixed martial arts-udøver og skuespiller. Han er tidligere UFC-Middleweight-mester. I 2013 opnåede han verdensanerkendelse ved at være den første, der besejrede brasilianske Anderson Silva (som han gjorde to gange) i UFC og blev dermed Middleweight-mester og forsvarede titlen i cirka to et halvt år, før han mistede den til Luke Rockhold. I februar 2019 var han rangeret som nr. 6 på den officielle UFC-middleweight-rangering.
Han træner på nuværende tidspunkt med sin svoger Stephen Thompson, der også konkurrerer i UFC.

## Privatliv
Den 29. oktober, 2012, blev Weidmans hus totalskadet af Orkanen Sandy. Han meldte sig herefter frivilligt til at hjælpe med at genopbygge Sandys ofres huse via non-profit-gruppen Staten Strong. Weidman er praktiserende kristen. Han og sin kone Marivi har sammen 3 børn: Cassidy, CJ, and Colten.

## Filmografi
| År      | Titel          | Rolle       | Noter      |
| ------- | -------------- | ----------- | ---------- |
| 2016–18 | Kevin Can Wait | Nick Dawson | 4 episoder |